# Prowincja Pasa Miedzionośnego
Prowincja Pasa Miedzionośnego (ang. Copperbelt Province) – jest jedną z 10 prowincji w Zambii, znajdująca się w centralnej części kraju. Graniczy z prowincją Centralną, z prowincją Północno-Zachodnią i z Demokratyczną Republiką Konga. Jej największym miastem jest Kitwe, a stolicą Ndola.

## Dystrykty
Prowincja Pasa Miedzionośnego podzielona jest na 10 dystryktów:
- dystrykt Chililabombwe
- dystrykt Chingola
- dystrykt Kalulushi
- dystrykt Kitwe
- dystrykt Luanshya
- dystrykt Lufwanyama
- dystrykt Masaiti
- dystrykt Mpongwe
- dystrykt Mufulira
- dystrykt Ndola

## Demografia
W 2022 r. populacja prowincji wynosiła 2 757 539 osób, czyli stanowi 14.1% populacji (spadek o 1%). Od 2010 wzrosła ona o 39.8%, co jest najniższym wynikiem w kraju. Tempo wzrostu liczby ludności wynosi 2.8, co również jest najniższym wynikiem w kraju. Mieszka tam 990 430 kobiet i 981 887 mężczyzn. Gęstość zaludnienia wynosi 88 osób / km² (wzrost o 25 os./km²). Jest to drugi najwyższy wynik w kraju (po prowincji Lusaka). W każdym gospodarstwie domowym żyło ok. 4.7 osób

## Gospodarka

### Wydobycie miedzi
W 2016 roku wydobycie miedzi stanowiło 90% gospodarki regionu, czyniąc je jej najważniejszą częścią. W 2019 roku produkcja miedzi osiągnęła poziom 800 tys. ton, czyli zmniejszyła się o ok. 6% w porównaniu do roku poprzedniego. Obecnie największymi przedsiębiorstwami wydobywający ten minerał w regionie są: Mopani Copper Mines (MCM) oraz Konkola Copper Mines (KCM). Na terenie prowincji znajdują się również inne, mniejsze kopalnie, jednak nie mają one tak dużego wpływu na gospodarkę regionu.